# 달서로
달서로(達西路)는 대구광역시도 제51호선의 일부로, 서구 내당2·3동 반고개네거리부터 원대동 원대오거리까지를 잇는 도로이다. 대구광역시도 제51호선은 내당네거리 남쪽으로 성당로로, 원대오거리 북쪽으로 오봉로로 이어진다.

## 교차점
- 내당네거리 (성당로, 명덕로)
- 반고개네거리 (달구벌대로, 반고개역)
- 삼거리 (평리로)
- 비산네거리 (국채보상로)
- 삼거리
- 북비산네거리 (북비산로)
- 비산지하도 (경부선)
- 네거리 (달서천로)
- 원대네거리 (고성로)
- 원대오거리 (팔달로, 오봉로, 성북로, 옥산로)